# Vive la Fête
Vive la Fête (з фр. — «Хай живе свято») — бельгійський музичний дует з Гента, Східна Фландрія, створений в 1997 році Денні Момменсом (гітара, вокал) і Елс Піньйо (вокал).

## Історія

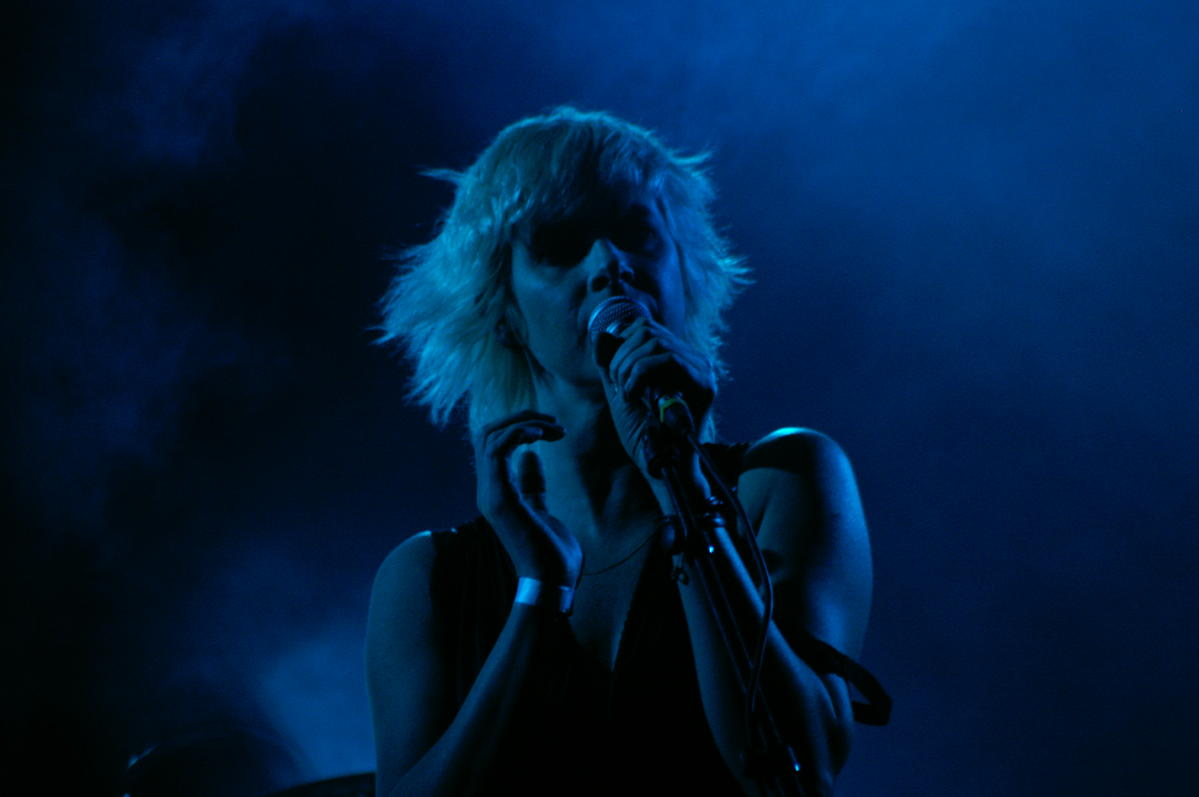
Елс Піньо

Гурт Vive la Fête був заснований у 1997 році, коли Момменс (який тоді ще грав у гурті dEUS) зустрівся з Елс на вечірці її сестри. Раніше він був знайомим з сестрою Піньо. Дівчина сфотографувала Елс голою, а пізніше ці фото побачив Момменс. Як зазначила Елс в інтерв'ю 2005 року; Момменс спокійно підійшов до неї та сказав: «Ей, я бачив тебе голою!». Момменс та Піньйо записали нечисленні демо-пісні на його записувальний пристрій. Ці демо увійшли в міні-альбом Je ne veux pas («Я не хочу»; іноді також називається Paris — «Париж»), який привернув увагу своєю подібністю на музику нової хвилі 80-х. Їх перший успіх прийшов з дебютним «Attaque Surprise» (2000).
Пізніше такі записи, як «République Populaire» (2001) і «Nuit Blanche» (2003), зробили їх популярними, особливо в світі моди, де Карл Лагерфельд був одним з їхніх шанувальників, і запросив їх виступити на його великих шоу в Нью-Йорку та Парижі.
У 2005 році, випустивши альбом «Grand Prix», вони гастролювали по всій Європі і грали шоу в Бразилії та Мексиці.
У 2009 році Ксав'є Долан використав пісню «Noir Désir» з альбому «Nuit Blanche» у своєму режисерському дебюті, фільмі «Я вбив свою маму». У 2010 році пісня «Exactement» з альбому «Grand Prix» пролунала у другому фільмі Долана, «Уявне кохання».

## Дискографія

#### Студійні альбоми

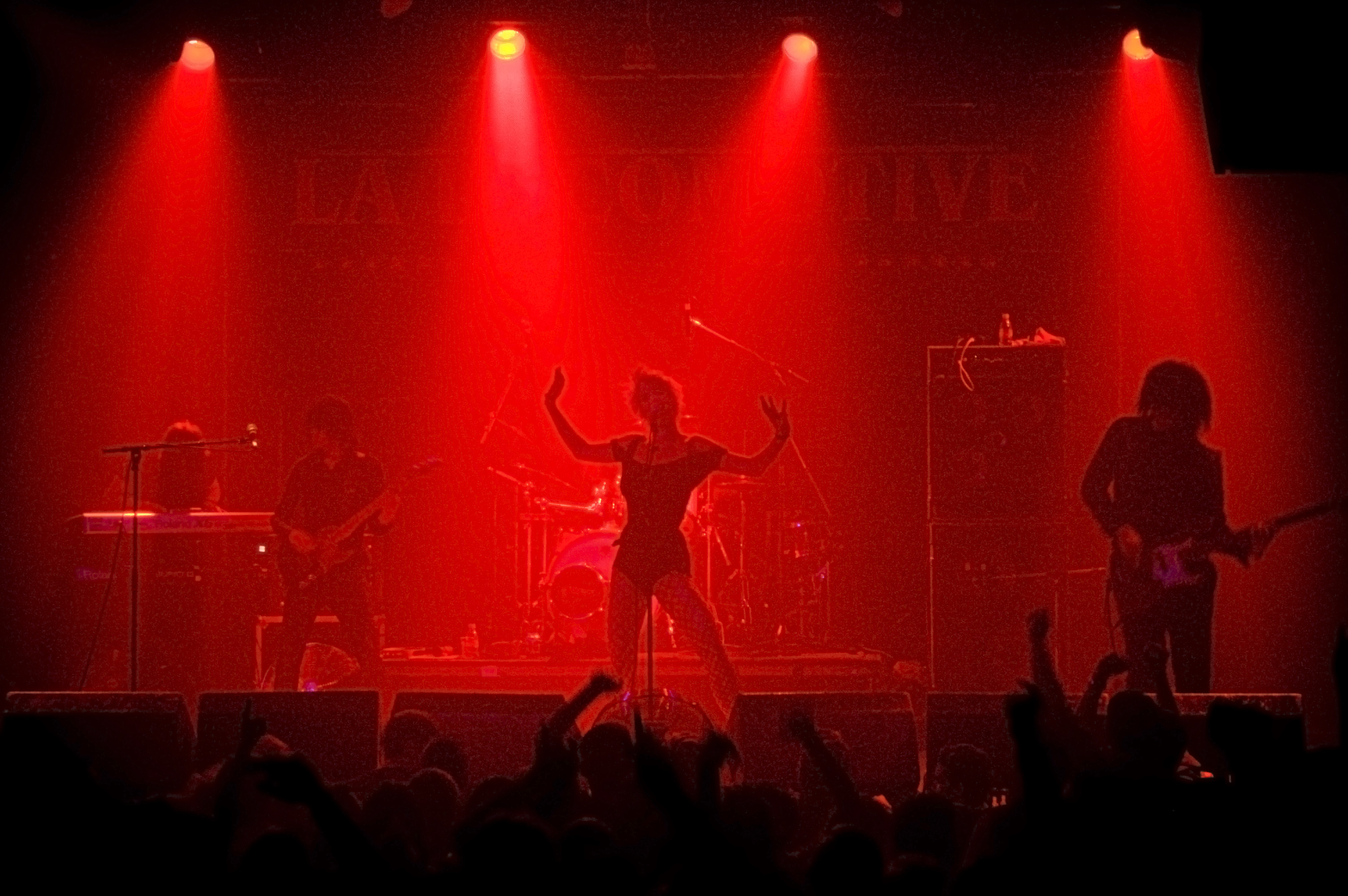
На концерті у 2007 році.

- Attaque surprise (2000)
- République populaire (2001)
- Nuit blanche (2003)
- Grand Prix (2005)
- Jour de chance (2007)
- Disque d'or (2009)
- Produit de Belgique (2012)
- 2013 (2013)

#### Інші альбоми
- Attaque populaire (2003)
- Vive les remixes (2006)
- 10 ans de fête (2008)

#### Міні-альбоми
- Je ne veux pas (1998)
- Tokyo (2000)
- Schwarzkopf Remix (2004)
- La vérité (2006)